# Eugendorf
Eugendorf é um município da Áustria, situado no distrito de Salzburg-Umgebung, no estado de Salzburgo. Tem 29 km² de área e sua população em 2019 foi estimada em 6.962 habitantes.